# Ptilostemon chamaepeuce
Genre
Ptilostemon chamaepeuce est une espèce de plantes de la famille des Asteraceae, originaire de Méditerranée orientale.

## Synonymes
Cette espèce  pour synonymes :
- Serratula chamaepeuce L.
- Chamaepeuce alpini
- Chamaepeuce fruticosa
- Chamaepeuce mutica
- Cirsium chamaepeuce
- Cnicus fruticosus

## Description
Arbuste atteignant 1 m de hauteur.

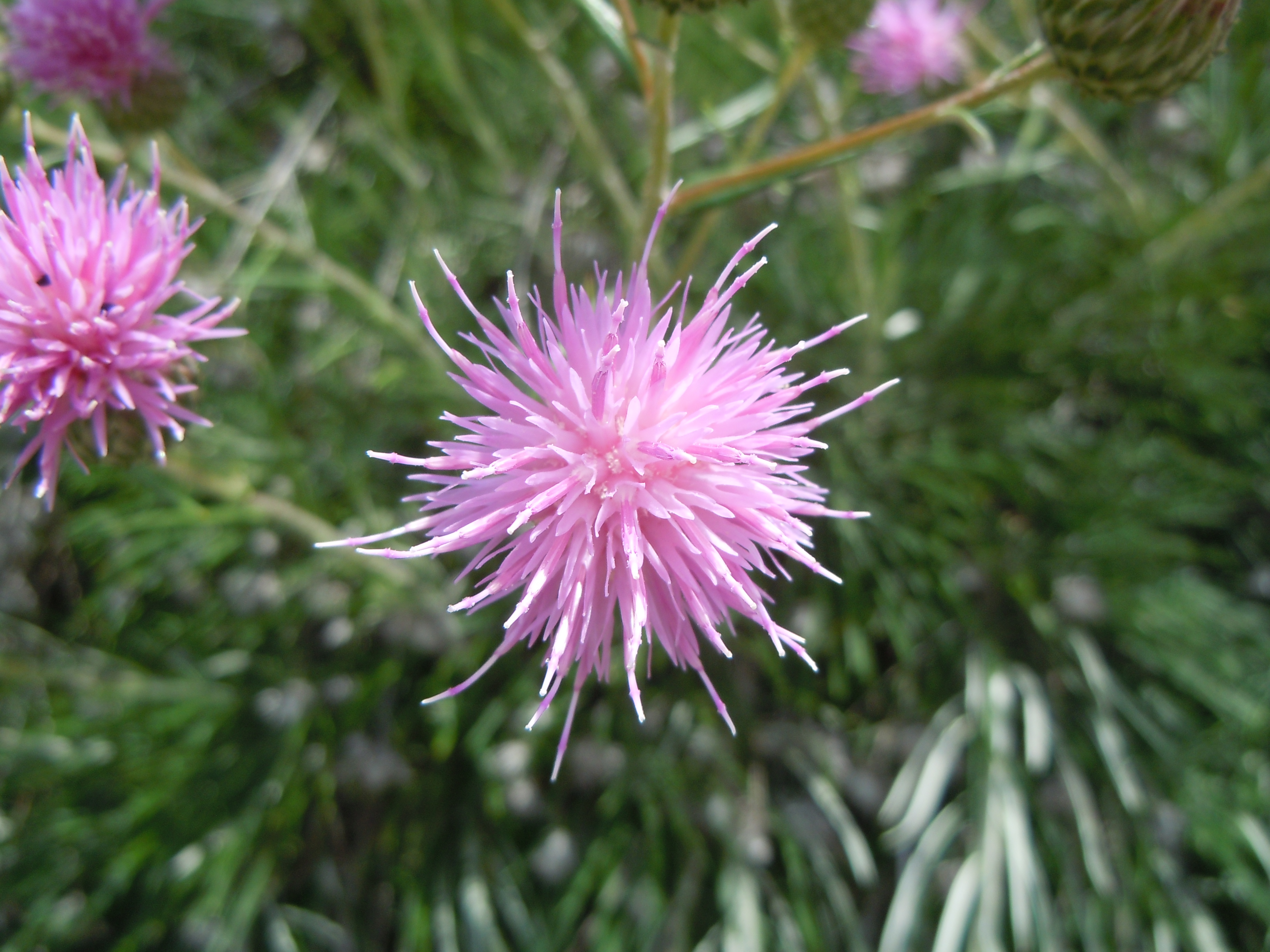
Capitule
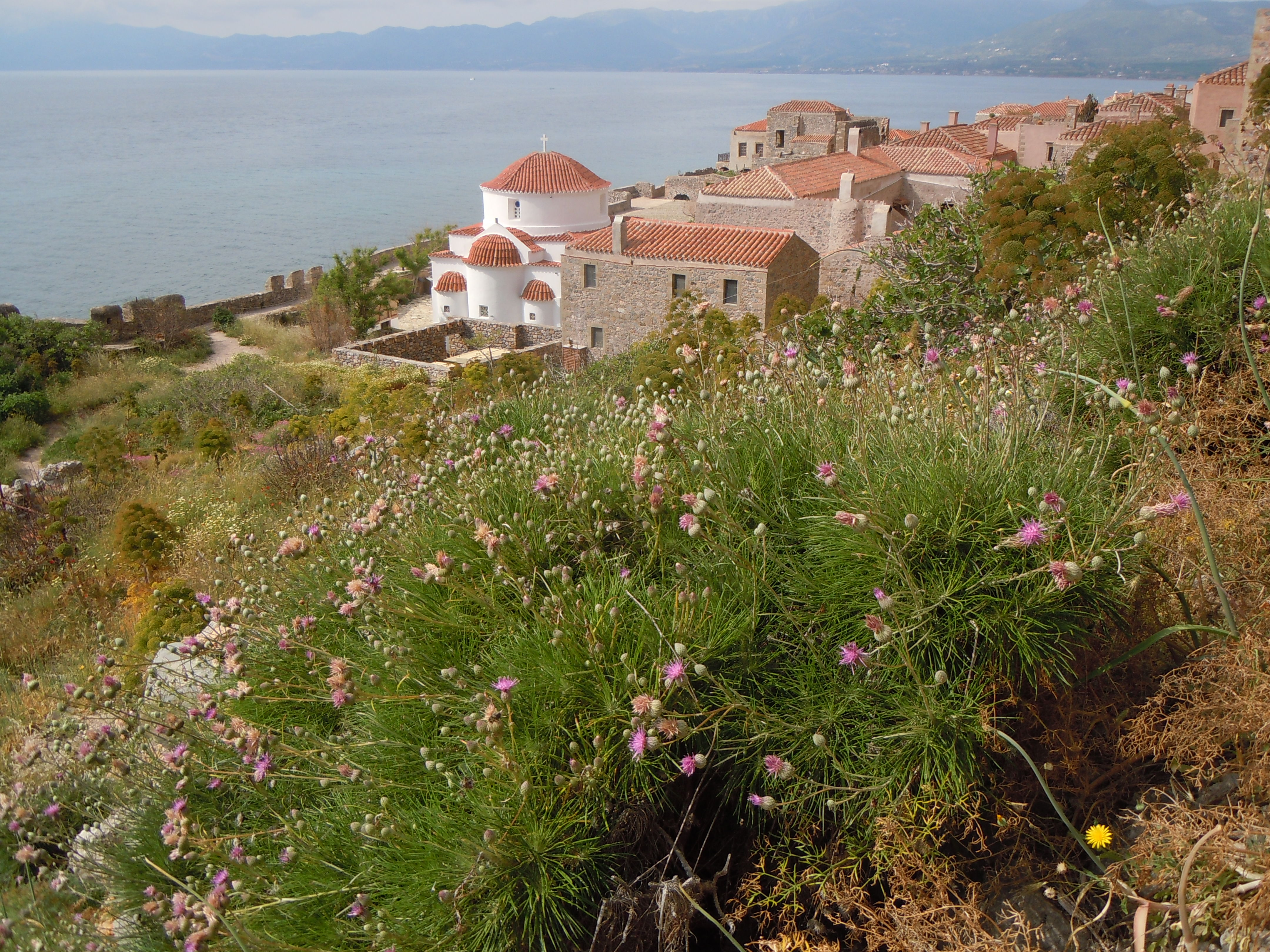
Buissons dans l'enceinte de Monemvasia

## Répartition
Est méditerranéen : Albanie, Grèce, Turquie, Chypre, Syrie, Palestine, Israël.